# Danh sách di sản văn hóa Tây Ban Nha được quan tâm ở tỉnh Alicante
Danh sách di sản văn hóa Tây Ban Nha được quan tâm ở Alicante (tỉnh).

## Di tích theo thành phố

### A

#### Adsubia(l'Atzúvia)
| Tên           | Dạng                                             | Địa điểm | Tọa độ                                        | Số hồ sơ tham khảo? | Ngày nhận danh hiệu? | Hình ảnh                         |
| ------------- | ------------------------------------------------ | -------- | --------------------------------------------- | ------------------- | -------------------- | -------------------------------- |
| Lâu đài Forna | Di tích Kiến trúc phòng thủ Thời gian: Thế kỷ 13 | Adsubia  | 38°52′20″B 0°10′15″T / 38,872222°B 0,170833°T | RI-51-0009260       | 22-04-1949           | Castillo de Forna · Upload image |

#### Agres
| Tên           | Dạng                        | Địa điểm | Tọa độ                                        | Số hồ sơ tham khảo? | Ngày nhận danh hiệu? | Hình ảnh                         |
| ------------- | --------------------------- | -------- | --------------------------------------------- | ------------------- | -------------------- | -------------------------------- |
| Lâu đài Agres | Di tích Kiến trúc phòng thủ | Agres    | 38°46′33″B 0°30′55″T / 38,775911°B 0,515153°T | RI-51-0012128       | 25-06-1985           | Castillo de Agres · Upload image |
| Tháp Atalaya  | Di tích Kiến trúc phòng thủ | Agres    |                                               | RI-51-0009949       | 10-06-1997           | Torre Atalaya · Upload image     |

#### Alcalalí
| Tên             | Dạng                                             | Địa điểm | Tọa độ                                        | Số hồ sơ tham khảo? | Ngày nhận danh hiệu? | Hình ảnh                         |
| --------------- | ------------------------------------------------ | -------- | --------------------------------------------- | ------------------- | -------------------- | -------------------------------- |
| Căn nhà Seguili | Di tích                                          | Alcalalí |                                               | RI-51-0009837       | 09-06-1997           | Abric de Seguili · Upload image  |
| Tháp Alcalalí   | Di tích Kiến trúc phòng thủ Thời gian: Thế kỷ 14 | Alcalalí | 38°44′59″B 0°02′29″T / 38,749834°B 0,041381°T | RI-51-0009162       | 12-02-1996           | Torre de Alcalalí · Upload image |

#### Alcolecha(Alcoleja)
| Tên                              | Dạng    | Địa điểm               | Tọa độ                                        | Số hồ sơ tham khảo? | Ngày nhận danh hiệu? | Hình ảnh                                   |
| -------------------------------- | ------- | ---------------------- | --------------------------------------------- | ------------------- | -------------------- | ------------------------------------------ |
| Barranco Frainós. Nhà trú tạm I  | Di tích | Alcolecha              |                                               | RI-51-0009845       | 09-06-1997           | Upload image                               |
| Barranco Frainós. Nhà trú tạm II | Di tích | Alcolecha              |                                               | RI-51-0009846       | 09-06-1997           | Upload image                               |
| Morro Carrascal                  | Di tích | Alcolecha              |                                               | RI-51-0009847       | 09-06-1997           | Upload image                               |
| Tháp tròn Alcolecha              | Di tích | Alcolecha Pl. Palau, 2 | 38°40′32″B 0°19′52″T / 38,675444°B 0,331111°T | RI-51-0009142       | 28-11-1995           | Torre circular de Alcolecha · Upload image |

#### Alcoy(Alcoi)
| Tên                                  | Dạng                                  | Địa điểm                 | Tọa độ                                        | Số hồ sơ tham khảo?         | Ngày nhận danh hiệu? | Hình ảnh                                          |
| ------------------------------------ | ------------------------------------- | ------------------------ | --------------------------------------------- | --------------------------- | -------------------- | ------------------------------------------------- |
| Nhà trú tạm I Barranco Les Coves     | Di tích                               | Alcoy                    |                                               | RI-51-0009841               | 09-06-1997           | Upload image                                      |
| Nhà trú tạm II Barranco Les Coves    | Di tích                               | Alcoy                    |                                               | RI-51-0009842               | 09-06-1997           | Upload image                                      |
| Nhà trú tạm III Barranco Les Coves   | Di tích                               | Alcoy                    |                                               | RI-51-0009843               | 09-06-1997           | Upload image                                      |
| Nhà trú tạm IV Barranco Les Coves    | Di tích                               | Alcoy                    |                                               | RI-51-0009844               | 09-06-1997           | Upload image                                      |
| Tirisiti                             | Địa điểm lịch sử                      | Alcoy                    |                                               | RI-54-0000152               | 12-12-2002           | Belén de Tirisiti de Alcoy · Upload image         |
| Quần thể lịch sử và nghệ thuật Alcoy | Lịch sử và nghệ thuật                 | Alcoy                    | 38°41′47″B 0°28′26″T / 38,69632°B 0,473966°T  | RI-53-0000280 RI-53-0000596 | 15-12-1982           | Ciudad de Alcoy · Upload image                    |
| Bảo tàng khảo cổ Camil Visedo        | Di tích                               | Alcoy C/ Sant Miquel, 17 | 38°42′01″B 0°28′25″T / 38,700255°B 0,47363°T  | RI-51-0001303               | 01-03-1962           | Museo arqueológico Camil Visedo · Upload image    |
| Recinto Amurallado                   | Di tích Kiến trúc phòng thủ           | Alcoy                    | 38°42′01″B 0°28′27″T / 38,700177°B 0,474046°T | RI-51-0011583               | 25-06-1985           | Recinto Amurallado · Upload image                 |
| Lâu đài Barchell                     | Di tích Kiến trúc phòng thủ           | Alcoy                    | 38°41′27″B 0°31′49″T / 38,690958°B 0,530171°T | RI-51-0009191               | 22-03-1996           | Torre de Barxell · Upload image                   |
| Khu vực khảo cổ Serreta              | Khu khảo cổ Nơi cư trú Roma và Iberia | Alcoy                    |                                               | RI-55-0000009               | 03-06-1931           | Ruínas Arqueológicas de la Serreta · Upload image |

#### Alfafara
| Tên                               | Dạng    | Địa điểm | Tọa độ | Số hồ sơ tham khảo? | Ngày nhận danh hiệu? | Hình ảnh     |
| --------------------------------- | ------- | -------- | ------ | ------------------- | -------------------- | ------------ |
| Nhà trú tạm I Barranco Alpadull   | Di tích | Alfafara |        | RI-51-0009848       | 09-06-1997           | Upload image |
| Nhà trú tạm II Barranco Alpadull  | Di tích | Alfafara |        | RI-51-0009849       | 09-06-1997           | Upload image |
| Nhà trú tạm III Barranco Alpadull |         | Alfafara |        | RI-51-0009850       | 09-06-1997           | Upload image |
| Pantanet                          | Di tích | Alfafara |        | RI-51-0009851       | 09-06-1997           | Upload image |

#### Alfaz del Pi(l'Alfàs del Pi)
| Tên           | Dạng                        | Địa điểm                                                                       | Tọa độ                                        | Số hồ sơ tham khảo? | Ngày nhận danh hiệu? | Hình ảnh                      |
| ------------- | --------------------------- | ------------------------------------------------------------------------------ | --------------------------------------------- | ------------------- | -------------------- | ----------------------------- |
| Tháp Bombarda | Di tích Kiến trúc phòng thủ | Alfaz del Pi Al norte de la Parque natural de la Sierra Helada, cerca del faro | 38°33′48″B 0°03′00″T / 38,563265°B 0,050133°T | RI-51-0009265       | 03-06-1996           | Torre Bombarda · Upload image |

#### Alicante(Alacant)
| Tên                                           | Dạng                                             | Địa điểm                                             | Tọa độ                                        | Số hồ sơ tham khảo? | Ngày nhận danh hiệu? | Hình ảnh |
| --------------------------------------------- | ------------------------------------------------ | ---------------------------------------------------- | --------------------------------------------- | ------------------- | -------------------- | --- |
| Lâu đài San Fernando                          | Di tích Kiến trúc phòng thủ Thời gian: Thế kỷ 19 | Alicante Monte Tosal                                 | 38°21′07″B 0°29′28″T / 38,352053°B 0,491036°T | RI-51-0010624       | 09-05-2001           | Castillo de San Fernando · Upload image |
| Lâu đài Santa Bárbara                         | Di tích Kiến trúc phòng thủ Thời gian: Thế kỷ 9  | Alicante Benacantil                                  | 38°20′56″B 0°28′12″T / 38,349°B 0,47°T        | RI-51-0001293       | 13-10-1961           | Castillo de Santa Bárbara · Upload image                                                                                                   |
| Tường situada ở "Paseito Ramiro"              | Di tích Kiến trúc phòng thủ                      | Alicante                                             | 38°20′46″B 0°28′43″T / 38,346119°B 0,478496°T | RI-51-0009733       | 14-04-1997           | Muralla situada en el "Paseito de Ramiro" · Upload image                                                                                   |
| Tháp Águilas                                  | Di tích Kiến trúc phòng thủ                      | Alicante Camino de la Playa de San Juan              | 38°22′06″B 0°26′32″T / 38,368296°B 0,442355°T | RI-51-0009711       | 14-04-1997           | Torre Águilas · Upload image |
| Tháp Castillo                                 | Di tích Kiến trúc phòng thủ                      | Alicante Camino Albufereta                           | 38°21′57″B 0°25′51″T / 38,365924°B 0,430786°T | RI-51-0009718       | 14-04-1997           | Torre Castillo · Upload image |
| Tháp Santa Faz                                | Di tích Kiến trúc phòng thủ Thời gian: Thế kỷ 16 | Alicante Monasterio de la Santa Faz (Alicante)       | 38°23′21″B 0°26′34″T / 38,389206°B 0,442707°T | RI-51-0009727       | 14-04-1997           | Torre de la Santa Faz · Upload image |
| Tháp Conde (Alicante)                         | Di tích Kiến trúc phòng thủ                      | Alicante Camino Horta                                | 38°22′26″B 0°26′23″T / 38,373875°B 0,439746°T | RI-51-0009720       | 14-04-1997           | Torre del Conde · Upload image |
| Tháp Ferrer                                   | Di tích Kiến trúc phòng thủ                      | Alicante Camino Albufereta                           | 38°22′06″B 0°25′40″T / 38,368318°B 0,427735°T | RI-51-0009721       | 14-04-1997           | Torre Ferrer · Upload image |
| Tháp Rejas                                    | Di tích Kiến trúc phòng thủ                      | Alicante Camino de Alicante a Benimagrell            | 38°27′40″B 0°20′23″T / 38,461205°B 0,339719°T | RI-51-0009725       | 14-04-1997           | Torre Reixes · Upload image |
| Tháp San José                                 | Di tích Kiến trúc phòng thủ Thời gian: Thế kỷ 18 | Alicante Isla de Tabarca                             | 38°09′52″B 0°28′31″T / 38,164359°B 0,475301°T | RI-51-0009726       | 14-04-1997           | Torre San José · Upload image |
| Tháp Soto                                     | Di tích Kiến trúc phòng thủ                      | Alicante Camino viejo de la Cruz de Piedra           | 38°23′17″B 0°26′25″T / 38,388042°B 0,440402°T | RI-51-0009730       | 14-04-1997           | Torre Soto · Upload image |
| Tháp Agua Amarga                              |                                                  | Alicante Cala de los borrachos                       |                                               | RI-51-0009710       |                      | Upload image |
| Tháp Albereda                                 |                                                  | Alicante Camino de Alicante a Benimagrell            |                                               | RI-51-0009712       |                      | Upload image |
| Tháp Bosch                                    |                                                  | Alicante Camino Cadena                               | 38°23′06″B 0°25′44″T / 38,384914°B 0,428847°T | RI-51-0009713       |                      | Upload image |
| Tháp Botero                                   |                                                  | Alicante Camino de Alicante a Benimagrell            | 38°22′34″B 0°26′43″T / 38,376004°B 0,44516°T  | RI-51-0009714       |                      | Upload image |
| Tháp Boguñó                                   | Di tích                                          | Alicante                                             | 38°20′04″B 0°34′23″T / 38,33437°B 0,573178°T  | RI-51-0009715       | 14-04-1997           | Upload image |
| Tháp Cabo Huertas                             | Di tích                                          | Alicante                                             | 38°21′11″B 0°24′18″T / 38,353099°B 0,405053°T | RI-51-0009716       | 14-04-1997           | Upload image |
| Tháp Cacholí                                  | Di tích                                          | Alicante                                             | 38°22′39″B 0°26′54″T / 38,377423°B 0,448312°T | RI-51-0009717       | 14-04-1997           | Upload image |
| Tháp Rizo                                     | Di tích                                          | Alicante                                             |                                               | RI-51-0010162       | 29-10-1997           | Upload image |
| Tháp Ciprés                                   | Di tích                                          | Alicante                                             | 38°22′36″B 0°25′52″T / 38,376758°B 0,431015°T | RI-51-0009719       | 14-04-1997           | Upload image |
| Tháp Juana                                    | Di tích                                          | Alicante                                             | 38°23′04″B 0°25′54″T / 38,384563°B 0,431642°T | RI-51-0009722       | 14-04-1997           | Upload image |
| Tháp Media Libra                              | Di tích                                          | Alicante                                             |                                               | RI-51-0009723       | 14-04-1997           | Upload image |
| Tháp Plácida                                  | Di tích                                          | Alicante                                             |                                               | RI-51-0009724       | 14-04-1997           | Upload image |
| Tháp Santiago (Alicante)                      | Di tích                                          | Alicante                                             | 38°22′10″B 0°26′19″T / 38,369425°B 0,438722°T | RI-51-0009728       | 14-04-1997           | Upload image |
| Tháp Sarrió                                   | Di tích                                          | Alicante                                             | 38°22′15″B 0°26′13″T / 38,370749°B 0,437041°T | RI-51-0009729       | 14-04-1997           | Upload image |
| Tháp Tres Olivos                              | Di tích                                          | Alicante                                             |                                               | RI-51-0009731       | 14-04-1997           | Upload image |
| Tháp Villa Garcia                             | Di tích                                          | Alicante Camino de la Cruz de Piedra a Sant Joan     |                                               | RI-51-0009732       | 14-04-1997           | Upload image |
| Tòa thị chính Alicante                        | Di tích                                          | Alicante Plaza del Ayuntamiento y Plaza de Santa Faz | 38°20′43″B 0°28′52″T / 38,345149°B 0,481249°T | RI-51-0001294       | 13-10-1961           | Casa - Ayuntamiento de Alicante · Upload image                                                                                             |
| Bảo tàng Khảo cổ Provincial Alicante          | Di tích                                          | Alicante Pl. Doctor Gómez Ulla                       | 38°21′14″B 0°28′35″T / 38,35375°B 0,476389°T  | RI-51-0001302       | 01-03-1962           | Museo Arqueològico Provincial · Upload image                                                                                               |
| Tường Ibérica Đồi Balsas                      | Di tích                                          | Alicante                                             | 38°21′54″B 0°26′44″T / 38,36488°B 0,445506°T  | RI-51-0009159       | 02-02-1996           | Upload image |
| Tường Đường Phục Hưng Mayor Alicante          | Di tích                                          | Alicante                                             | 38°20′44″B 0°28′51″T / 38,345619°B 0,480835°T | RI-51-0009269       | 03-06-1996           | Upload image |
| Cung điện Condes Lumiares                     | Di tích                                          | Alicante                                             | 38°20′44″B 0°28′46″T / 38,345468°B 0,479536°T | RI-51-0004185-00001 | 28-01-1997           | Delimitación de Entorno de Protección de la Casa Num. 15 de la Calle Gravina Entorno del palacio de los Condes de Lumiares. · Upload image |
| Cung điện Condes Lumiares                     | Di tích                                          | Alicante                                             | 38°20′44″B 0°28′46″T / 38,345468°B 0,479536°T | RI-51-0004185       | 13-10-1975           | Casa Num.15 de la Calle Gravina.(declarada Delimitación 28-01-97) Palacio del Conde de Lumiares. · Upload image                            |
| Vương cung thánh đường Santa María (Alicante) | Di tích                                          | Alicante                                             | 38°20′46″B 0°28′46″T / 38,346167°B 0,479306°T | RI-51-0004789       | 25-01-1983           | Iglesia de Santa María (Alicante) · Upload image                                                                                           |
| Nhà thờ Concatedral San Nicolás Bari          | Di tích                                          | Alicante Calle Abad Peñalva                          | 38°20′43″B 0°28′58″T / 38,345365°B 0,482779°T | RI-51-0003945       | 15-06-1974           | Iglesia Concatedral de San Nicolás de Bari · Upload image                                                                                  |
| Lucentum                                      | Khu khảo cổ                                      | Alicante                                             |                                               | RI-55-0000069       | 22-09-1961           | Tossal de Manises en la Albufereta · Upload image                                                                                          |
| Lưu trữ lịch sử Provincial (Alicante)         | Lưu trữ                                          | Alicante                                             |                                               | RI-AR-0000013       | 10-11-1997           | Archivo Histórico Provincial (Alicante) · Upload image                                                                                     |
| Entorno Nhà thờ Concatedral San Nicolás Bari  | Di tích                                          | Alicante                                             | 38°20′43″B 0°28′58″T / 38,345365°B 0,482779°T | RI-51-0003945-00001 | 26-07-1997           | Delimitación de entorno de la Iglesia Concatedral de San Nicolás de Bari. (26-7-1997) · Upload image                                       |
| Quần thể Histórico Artístico Đảo Tabarca      | Khu phức hợp lịch sử                             | Alicante Isla de Tabarca                             |                                               | RI-53-0000050       | 27-08-1964           | Conjunto Histórico Artístico Isla de Tabarca · Upload image                                                                                |

#### Almudaina
| Tên                       | Dạng    | Địa điểm  | Tọa độ | Số hồ sơ tham khảo? | Ngày nhận danh hiệu? | Hình ảnh     |
| ------------------------- | ------- | --------- | ------ | ------------------- | -------------------- | ------------ |
| Tháp almohade (Almudaina) | Di tích | Almudaina |        | RI-51-0009161       | 12-02-1996           | Upload image |

#### Altea (Alicante)
| Tên          | Dạng    | Địa điểm         | Tọa độ | Số hồ sơ tham khảo? | Ngày nhận danh hiệu? | Hình ảnh     |
| ------------ | ------- | ---------------- | ------ | ------------------- | -------------------- | ------------ |
| Tháp Galera  | Di tích | Altea (Alicante) |        | RI-51-0009586       | 28-01-1997           | Upload image |
| Peña Vicario | Di tích | Altea (Alicante) |        | RI-51-0009852       | 09-06-1997           | Upload image |

#### Aspe
| Tên         | Dạng    | Địa điểm | Tọa độ | Số hồ sơ tham khảo? | Ngày nhận danh hiệu? | Hình ảnh                        |
| ----------- | ------- | -------- | ------ | ------------------- | -------------------- | ------------------------------- |
| Lâu đài Río | Di tích | Aspe     |        | RI-51-0010625       | 09-05-2001           | Castillo del Rio · Upload image |

### B

#### Balones
| Tên               | Dạng    | Địa điểm | Tọa độ                                       | Số hồ sơ tham khảo? | Ngày nhận danh hiệu? | Hình ảnh     |
| ----------------- | ------- | -------- | -------------------------------------------- | ------------------- | -------------------- | ------------ |
| Lâu đài Costurera | Di tích | Balones  | 38°44′05″B 0°19′18″T / 38,73484°B 0,321729°T | RI-51-0010572       | 08-03-2001           | Upload image |

#### Bañeres
| Tên             | Dạng    | Địa điểm                      | Tọa độ                                        | Số hồ sơ tham khảo? | Ngày nhận danh hiệu? | Hình ảnh                           |
| --------------- | ------- | ----------------------------- | --------------------------------------------- | ------------------- | -------------------- | ---------------------------------- |
| Lâu đài Bañeres | Di tích | Bañeres Tossal de l'Àguila    | 38°42′55″B 0°39′28″T / 38,715367°B 0,657714°T | RI-51-0010567       | 16-02-2001           | Castillo de Bañeres · Upload image |
| Tháp Font Bona  | Di tích | Bañeres Calle de la Font Bona | 38°42′55″B 0°39′28″T / 38,715367°B 0,657714°T | RI-51-0009143       | 27-11-1995           | Torre Font Bona · Upload image     |

#### Benasau
| Tên          | Dạng    | Địa điểm | Tọa độ | Số hồ sơ tham khảo? | Ngày nhận danh hiệu? | Hình ảnh     |
| ------------ | ------- | -------- | ------ | ------------------- | -------------------- | ------------ |
| Tháp Palacio | Di tích | Benasau  |        | RI-51-0009146       | 28-11-1995           | Upload image |

#### Benejama(Beneixama)
| Tên           | Dạng                        | Địa điểm | Tọa độ                                        | Số hồ sơ tham khảo? | Ngày nhận danh hiệu? | Hình ảnh                         |
| ------------- | --------------------------- | -------- | --------------------------------------------- | ------------------- | -------------------- | -------------------------------- |
| Tháp Benejama | Di tích Kiến trúc phòng thủ | Benejama | 38°42′04″B 0°45′55″T / 38,701017°B 0,765256°T | RI-51-0009145       | 27-11-1995           | Torre de Benejama · Upload image |
| Tháp Negret   | Di tích                     | Benejama |                                               | RI-51-0009144       | 27-11-1995           | Upload image                     |

#### Beniarbeig
| Tên                 | Dạng    | Địa điểm   | Tọa độ | Số hồ sơ tham khảo? | Ngày nhận danh hiệu? | Hình ảnh     |
| ------------------- | ------- | ---------- | ------ | ------------------- | -------------------- | ------------ |
| Tường thành Segaria | Di tích | Beniarbeig |        | RI-51-0011142       | 25-06-1985           | Upload image |

#### Beniarrés
| Tên              | Dạng    | Địa điểm  | Tọa độ | Số hồ sơ tham khảo? | Ngày nhận danh hiệu? | Hình ảnh     |
| ---------------- | ------- | --------- | ------ | ------------------- | -------------------- | ------------ |
| Penya Benicadell | Di tích | Beniarrés |        | RI-51-0009853       | 09-06-1997           | Upload image |

#### Benidorm
| Tên               | Dạng                      | Địa điểm                            | Tọa độ                                        | Số hồ sơ tham khảo? | Ngày nhận danh hiệu? | Hình ảnh                              |
| ----------------- | ------------------------- | ----------------------------------- | --------------------------------------------- | ------------------- | -------------------- | ------------------------------------- |
| Tháp Morales      | Di tích Kiến trúc quân sự | Benidorm Al sur de la N-332         | 38°31′58″B 0°09′55″T / 38,532727°B 0,165234°T | RI-51-0009163       | 12-02-1996           | Torre de Morales · Upload image       |
| Tháp Punta Cavall | Di tích Kiến trúc quân sự | Benidorm Al sur de la Sierra Gelada | 38°32′20″B 0°04′37″T / 38,538866°B 0,076969°T | RI-51-0009164       | 12-02-1996           | Torre Punta del Cavall · Upload image |

#### Benifato
| Tên             | Dạng    | Địa điểm             | Tọa độ | Số hồ sơ tham khảo? | Ngày nhận danh hiệu? | Hình ảnh                                               |
| --------------- | ------- | -------------------- | ------ | ------------------- | -------------------- | ------------------------------------------------------ |
| Lâu đài Alfofra | Di tích | Benifato - Confrides |        | RI-51-0011105       | 25-06-1985           | Castillo de Alfofra Castillo de Aljofra · Upload image |

#### Benimantell
| Tên                   | Dạng    | Địa điểm    | Tọa độ | Số hồ sơ tham khảo? | Ngày nhận danh hiệu? | Hình ảnh     |
| --------------------- | ------- | ----------- | ------ | ------------------- | -------------------- | ------------ |
| Lâu đài (Benimantell) | Di tích | Benimantell |        | RI-51-0011154       | 25-06-1985           | Upload image |

#### Benimasot
| Tên                            | Dạng    | Địa điểm  | Tọa độ | Số hồ sơ tham khảo? | Ngày nhận danh hiệu? | Hình ảnh     |
| ------------------------------ | ------- | --------- | ------ | ------------------- | -------------------- | ------------ |
| Nhà trú tạm I Vịnh nhỏ Roges   | Di tích | Benimasot |        | RI-51-0009854       | 09-06-1997           | Upload image |
| Nhà trú tạm III Vịnh nhỏ Roges | Di tích | Benimasot |        | RI-51-0009856       | 09-06-1997           | Upload image |
| Nhà trú tạm L'esmoladora       | Di tích | Benimasot |        | RI-51-0009857       | 09-06-1997           | Upload image |
| Nhà trú tạm II Vịnh nhỏ Roges  | Di tích | Benimasot |        | RI-51-0009855       | 09-06-1997           | Upload image |

#### Benimeli
| Tên             | Dạng    | Địa điểm | Tọa độ | Số hồ sơ tham khảo? | Ngày nhận danh hiệu? | Hình ảnh     |
| --------------- | ------- | -------- | ------ | ------------------- | -------------------- | ------------ |
| Lâu đài Segaria | Di tích | Benimeli |        | RI-51-0011068       | 25-06-1985           | Upload image |

#### Benisa(Benissa)
| Tên                                | Dạng                        | Địa điểm                       | Tọa độ                                        | Số hồ sơ tham khảo? | Ngày nhận danh hiệu? | Hình ảnh                                          |
| ---------------------------------- | --------------------------- | ------------------------------ | --------------------------------------------- | ------------------- | -------------------- | ------------------------------------------------- |
| Benisa#Edificios và '''Di tích'''s | Di tích Kiến trúc dân sự    | Benisa C/ Pare Andres Ivars 21 | 38°42′56″B 0°03′05″Đ / 38,715504°B 0,051425°Đ | RI-51-0004710       | 05-10-1982           | Lonja de Contratación · Upload image              |
| Pinós (Benisa)                     | Di tích                     | Benisa                         |                                               | RI-51-0009858       | 09-06-1997           | Upload image                                      |
| Tháp Canor                         | Di tích Kiến trúc phòng thủ | Benisa                         |                                               | RI-51-0010495       | 28-10-1999           | Torreta de Canor · Upload image                   |
| Tháp phòng thủ Nhà Tros            | Di tích Kiến trúc phòng thủ | Benisa                         |                                               | RI-51-0010494       | 28-10-1999           | Torre defensiva de la Casa de Tros · Upload image |

#### Biar
| Tên                                    | Dạng                              | Địa điểm | Tọa độ                                        | Số hồ sơ tham khảo? | Ngày nhận danh hiệu? | Hình ảnh                                                           |
| -------------------------------------- | --------------------------------- | -------- | --------------------------------------------- | ------------------- | -------------------- | ------------------------------------------------------------------ |
| Lâu đài Biar                           | Di tích Kiến trúc quân sự Lâu đài | Biar     | 38°37′53″B 0°45′52″T / 38,631366°B 0,764551°T | RI-51-0000369       | 03-06-1931           | Castillo y Murallas de Biar · Upload image                         |
| Nhà thờ Nuestra Señora Asunción (Biar) | Di tích                           | Biar     |                                               | RI-51-0012153       | 28-09-2007           | Iglesia Parroquial de Nuestra Señora de la Asunción · Upload image |

#### Bolulla
| Tên              | Dạng    | Địa điểm | Tọa độ | Số hồ sơ tham khảo? | Ngày nhận danh hiệu? | Hình ảnh     |
| ---------------- | ------- | -------- | ------ | ------------------- | -------------------- | ------------ |
| Lâu đài Garx     | Di tích | Bolulla  |        | RI-51-0010664       | 18-07-2001           | Upload image |
| Barranco Bolulla | Di tích | Bolulla  |        | RI-51-0009859       | 09-06-1997           | Upload image |

#### Busot
| Tên         | Dạng    | Địa điểm | Tọa độ | Số hồ sơ tham khảo? | Ngày nhận danh hiệu? | Hình ảnh     |
| ----------- | ------- | -------- | ------ | ------------------- | -------------------- | ------------ |
| Tháp Bussot | Di tích | Busot    |        | RI-51-0009281       | 26-08-1996           | Upload image |

### C

#### Callosa de Ensarriá(Callosa d'en Sarrià)
| Tên                                     | Dạng                                             | Địa điểm                             | Tọa độ                                        | Số hồ sơ tham khảo? | Ngày nhận danh hiệu? | Hình ảnh                          |
| --------------------------------------- | ------------------------------------------------ | ------------------------------------ | --------------------------------------------- | ------------------- | -------------------- | --------------------------------- |
| Lâu đài Bernia (Fuerte Bernia)          | Di tích Kiến trúc phòng thủ Thời gian: Thế kỷ 16 | Callosa de Ensarria Sierra de Bernia | 38°39′41″B 0°03′44″T / 38,661337°B 0,062191°T | RI-51-0009955       | 23-06-1997           | Castillo de Bernia · Upload image |
| Lâu đài và tường thành Callosa Ensarriá | Di tích Kiến trúc phòng thủ                      | Callosa de Ensarriá                  |                                               | RI-51-0011348       | 25-06-1985           | Upload image                      |

#### Callosa de Segura
| Tên                                 | Dạng                                       | Địa điểm                          | Tọa độ                                       | Số hồ sơ tham khảo? | Ngày nhận danh hiệu? | Hình ảnh                                        |
| ----------------------------------- | ------------------------------------------ | --------------------------------- | -------------------------------------------- | ------------------- | -------------------- | ----------------------------------------------- |
| Nhà thờ San Martín (Callosa Segura) | Di tích Kiến trúc tôn giáo Kiểu: Phục Hưng | Callosa de Segura Plaza de España | 38°07′21″B 0°52′45″T / 38,12262°B 0,879095°T | RI-51-0004439       | 14-11-1980           | Iglesia Parroquial de San Martín · Upload image |

#### Calpe(Calp)
| Tên            | Dạng                                                 | Địa điểm                                  | Tọa độ                                        | Số hồ sơ tham khảo? | Ngày nhận danh hiệu? | Hình ảnh                 |
| -------------- | ---------------------------------------------------- | ----------------------------------------- | --------------------------------------------- | ------------------- | -------------------- | ------------------------ |
| Nhà Nova       | Di tích Edificación fortificada Thời gian: Thế kỷ 17 | Calpe                                     | 38°39′19″B 0°02′51″Đ / 38,655184°B 0,047563°Đ | RI-51-0011157       | 25-06-1985           | Casa Nova · Upload image |
| Tháp Castellet | Di tích Kiến trúc phòng thủ                          | Calpe Cerro al norte de la Sierra de Toix | 38°38′17″B 0°00′32″Đ / 38,638027°B 0,008944°Đ | RI-51-0009192       | 22-03-1996           | Upload image             |

#### Campello
| Tên                    | Dạng                 | Địa điểm | Tọa độ | Số hồ sơ tham khảo? | Ngày nhận danh hiệu? | Hình ảnh |
| ---------------------- | -------------------- | -------- | ------ | ------------------- | -------------------- | --- |
| Tháp Saleta (Campello) | Di tích              | Campello |        | RI-51-0009165       | 12-02-1996           | Torre de la Illeta de LŽhorta O Torre Saleta · Upload image                                                                               |
| Tháp Aguas             | Di tích              | Campello |        | RI-51-0009166       | 12-02-1996           | Upload image |
| Khu vực khảo cổ Isleta | Khu phức hợp lịch sử | Campello |        | RI-53-0000218       | 29-06-1978           | Conjunto Histórico Artístico la Isleta Baños de la Reina Conjunto Histórico Artístico la isleta de los Banyets de la Reina · Upload image |

#### Campo de Mirra(El Camp de Mirra)
| Tên              | Dạng                                                       | Địa điểm                              | Tọa độ | Số hồ sơ tham khảo? | Ngày nhận danh hiệu? | Hình ảnh                               |
| ---------------- | ---------------------------------------------------------- | ------------------------------------- | ------ | ------------------- | -------------------- | -------------------------------------- |
| Tháp Campo Mirra | Di tích Kiến trúc phòng thủ Thời gian: Thế kỷ 16-Thế kỷ 17 | Campo de Mirra Cerro de San Bartolomé |        | RI-51-0009734       | 14-04-1997           | Torre de Campo de Mirra · Upload image |

#### Castalla
| Tên              | Dạng    | Địa điểm | Tọa độ | Số hồ sơ tham khảo? | Ngày nhận danh hiệu? | Hình ảnh                            |
| ---------------- | ------- | -------- | ------ | ------------------- | -------------------- | ----------------------------------- |
| Lâu đài Castalla | Di tích | Castalla |        | RI-51-0011103       | 25-06-1985           | Castillo de Castalla · Upload image |

#### Castell de Castells
| Tên                                     | Dạng    | Địa điểm            | Tọa độ | Số hồ sơ tham khảo? | Ngày nhận danh hiệu? | Hình ảnh     |
| --------------------------------------- | ------- | ------------------- | ------ | ------------------- | -------------------- | ------------ |
| Barranco Galistero (Castell Castells)   | Di tích | Castell de Castells |        | RI-51-0009813       | 09-06-1997           | Upload image |
| Raco Gorgori (Nhà trú tạm V)            | Di tích | Castell de Castells |        | RI-51-0009828       | 09-06-1997           | Upload image |
| Cova Alta (Nhà trú tạm I)               | Di tích | Castell de Castells |        | RI-51-0009814       | 09-06-1997           | Upload image |
| Cova Alta (Nhà trú tạm II)              | Di tích | Castell de Castells |        | RI-51-0009815       | 09-06-1997           | Upload image |
| Cova Alta (Nhà trú tạm III)             | Di tích | Castell de Castells |        | RI-51-0009816       | 09-06-1997           | Upload image |
| Esbardal Miquel Serril (Nhà trú tạm I)  | Di tích | Castell de Castells |        | RI-51-0009817       | 09-06-1997           | Upload image |
| Esbardal Miquel Serril (Nhà trú tạm II) | Di tích | Castell de Castells |        | RI-51-0009818       | 09-06-1997           | Upload image |
| Pla Petracos (Nhà trú tạm I)            | Di tích | Castell de Castells |        | RI-51-0009819       | 09-06-1997           | Upload image |
| Pla Petracos (Nhà trú tạm III)          | Di tích | Castell de Castells |        | RI-51-0009820       | 09-06-1997           | Upload image |
| Pla Petracos (Nhà trú tạm IV)           | Di tích | Castell de Castells |        | RI-51-0009821       | 09-06-1997           | Upload image |
| Pla Petracos (Nhà trú tạm V)            | Di tích | Castell de Castells |        | RI-51-0009822       | 09-06-1997           | Upload image |
| Pla Petracos (Nhà trú tạm VII)          | Di tích | Castell de Castells |        | RI-51-0009823       | 09-06-1997           | Upload image |
| Pla Petracos (Nhà trú tạm VIII)         | Di tích | Castell de Castells |        | RI-51-0009824       | 09-06-1997           | Upload image |
| Raco Gorgori (Nhà trú tạm I)            | Di tích | Castell de Castells |        | RI-51-0009825       | 09-06-1997           | Upload image |
| Racó Gorgori (Nhà trú tạm II)           | Di tích | Castell de Castells |        | RI-51-0009826       | 09-06-1997           | Upload image |
| Racó Gorgori (Nhà trú tạm IV)           | Di tích | Castell de Castells |        | RI-51-0009827       | 09-06-1997           | Upload image |
| Racó Sorellets (Nhà trú tạm I)          | Di tích | Castell de Castells |        | RI-51-0009829       | 09-06-1997           | Upload image |
| Racó Sorellets. Nhà trú tạm II          | Di tích | Castell de Castells |        | RI-51-0009830       | 09-06-1997           | Upload image |
| Barranco Villa (Nhà trú tạm I)          | Di tích | Castell de Castells |        | RI-51-0009860       | 09-06-1997           | Upload image |
| Barranc Villa (Nhà trú tạm II)          | Di tích | Castell de Castells |        | RI-51-0009861       | 09-06-1997           | Upload image |
| Barranco Famorca. (Nhà trú tạm I)       | Di tích | Castell de Castells |        | RI-51-0009862       | 09-06-1997           | Upload image |
| Barranco Famorca (Nhà trú tạm II)       | Di tích | Castell de Castells |        | RI-51-0009863       | 09-06-1997           | Upload image |
| Barranco Famorca. Nhà trú tạm III       | Di tích | Castell de Castells |        | RI-51-0009864       | 09-06-1997           | Upload image |
| Barranco Famorca. Nhà trú tạm IV        | Di tích | Castell de Castells |        | RI-51-0009865       | 09-06-1997           | Upload image |
| Barranco Famorca. Nhà trú tạm V         | Di tích | Castell de Castells |        | RI-51-0009866       | 09-06-1997           | Upload image |
| Barranco Famorca. Nhà trú tạm VI        | Di tích | Castell de Castells |        | RI-51-0009868       | 09-06-1997           | Upload image |

#### Cocentaina
| Tên                                                           | Dạng                                                                                 | Địa điểm                                            | Tọa độ                                        | Số hồ sơ tham khảo? | Ngày nhận danh hiệu? | Hình ảnh                                                                 |
| ------------------------------------------------------------- | ------------------------------------------------------------------------------------ | --------------------------------------------------- | --------------------------------------------- | ------------------- | -------------------- | ------------------------------------------------------------------------ |
| Căn nhà Paella                                                | Di tích Nghệ thuật đá                                                                | Cocentaina                                          |                                               | RI-51-0009831       | 09-06-1997           | Upload image                                                             |
| Căn nhà Penya Banyà                                           | Di tích Nghệ thuật đá                                                                | Cocentaina                                          |                                               | RI-51-0009832       | 09-06-1997           | Upload image                                                             |
| Barranco Màstec                                               | Di tích Nghệ thuật đá                                                                | Cocentaina                                          |                                               | RI-51-0009833       | 09-06-1997           | Upload image                                                             |
| Lâu đài Cocentaina                                            | Di tích Kiến trúc phòng thủ Kiểu: Kiến trúc Gothic Thời gian: Thế kỷ 13 và Thế kỷ 14 | Cocentaina Cerro de San Cristóbal                   | 38°44′45″B 0°26′49″T / 38,745969°B 0,447022°T | RI-51-0011156       | 25-06-1985           | Castillo de Cocentaina · Upload image                                    |
| Lâu đài Penella                                               | Di tích Kiến trúc phòng thủ                                                          | Cocentaina A 7 km, ctra. Cocentaina-Benilloba-Alcoi | 38°44′46″B 0°26′50″T / 38,746096°B 0,447204°T | RI-51-0009342       | 09-10-1996           | Castillo de Penella · Upload image                                       |
| Cung điện Condes Cocentaina và tu viện Nuestra Señora Milagro | Di tích Kiến trúc dân sự Kiểu: Kiến trúc Gothic-Kiến trúc Phục Hưng                  | Cocentaina Pl. El Pla, 2                            | 38°44′36″B 0°26′27″T / 38,743333°B 0,440833°T | RI-51-0012167       |                      | Palacio condal y monasterio de Nuestra Señora del Milagro · Upload image |
| Recinto Amurallado                                            | Di tích Kiến trúc phòng thủ                                                          | Cocentaina                                          | 38°44′43″B 0°26′25″T / 38,745185°B 0,440217°T | RI-51-0011347       | 25-06-1985           | Recinto Amurallado · Upload image                                        |

#### Confrides
| Tên                                 | Dạng    | Địa điểm  | Tọa độ | Số hồ sơ tham khảo? | Ngày nhận danh hiệu? | Hình ảnh     |
| ----------------------------------- | ------- | --------- | ------ | ------------------- | -------------------- | ------------ |
| Barranco Les Covatelles             | Di tích | Confrides |        | RI-51-0009834       | 09-06-1997           | Upload image |
| Nhà trú tạm I Peñón Les Carrasques  | Di tích | Confrides |        | RI-51-0009835       | 09-06-1997           | Upload image |
| Nhà trú tạm II Peñón Les Carrasques | Di tích | Confrides |        | RI-51-0009836       | 09-06-1997           | Upload image |
| Cảng Confrides (Nhà trú tạm I)      | Di tích | Confrides |        | RI-51-0009787       | 09-06-1997           | Upload image |
| Cảng Confrides (Nhà trú tạm II)     | Di tích | Confrides |        | RI-51-0009788       | 09-06-1997           | Upload image |
| Cảng Confrides (Nhà trú tạm III)    | Di tích | Confrides |        | RI-51-0009789       | 09-06-1997           | Upload image |
| Barranco Sordo (Nhà trú tạm I)      | Di tích | Confrides |        | RI-51-0009790       | 09-06-1997           | Upload image |
| Barranc Sordo (Nhà trú tạm II)      | Di tích | Confrides |        | RI-51-0009791       | 09-06-1997           | Upload image |

### D

#### Denia(Dénia)
| Tên                           | Dạng                                                          | Địa điểm | Tọa độ                                        | Số hồ sơ tham khảo? | Ngày nhận danh hiệu? | Hình ảnh                                      |
| ----------------------------- | ------------------------------------------------------------- | -------- | --------------------------------------------- | ------------------- | -------------------- | --------------------------------------------- |
| Nhà phòng thủ Benitzaina      | Di tích Kiến trúc phòng thủ Thời gian: Thế kỷ 18              | Denia    | 38°46′04″B 0°07′23″Đ / 38,767719°B 0,123144°Đ | RI-51-0009193       | 22-03-1996           | Casa fortificada de Benitzaina · Upload image |
| Lâu đài Denia                 | Di tích Kiến trúc phòng thủ Thời gian: Thế kỷ 11 và Thế kỷ 12 | Denia    | 38°50′33″B 0°06′26″Đ / 38,8425°B 0,107222°Đ   | RI-51-0010635       | 28-05-2001           | Castillo de Denia · Upload image              |
| Lâu đài và tường thành Denia  | Di tích                                                       | Denia    |                                               | RI-51-0011158       | 25-06-1985           | Upload image                                  |
| Tháp Almadraba                | Di tích Kiến trúc phòng thủ                                   | Denia    | 38°51′49″B 0°01′20″Đ / 38,863517°B 0,022353°Đ | RI-51-0009147       | 28-11-1995           | Torre de la Almadraba · Upload image          |
| Tháp Gerro                    | Di tích Kiến trúc phòng thủ                                   | Denia    | 38°49′11″B 0°09′34″Đ / 38,819853°B 0,159539°Đ | RI-51-0009148       | 28-11-1995           | Torre del Gerro · Upload image                |
| Tháp Carrals                  | Di tích                                                       | Denia    |                                               | RI-51-0009149       | 28-11-1995           | Upload image                                  |
| Nhà hoang San Juan (Denia)    | Di tích                                                       | Denia    |                                               | RI-51-0004398       | 13-12-1979           | Ermita de San Juan (Denia) · Upload image     |
| Hang Catxupa. Nhà trú tạm I   | Di tích                                                       | Denia    |                                               | RI-51-0009792       | 09-06-1997           | Upload image                                  |
| Hang Catxupa. Nhà trú tạm II  | Di tích                                                       | Denia    |                                               | RI-51-0009793       | 09-06-1997           | Upload image                                  |
| Hang Catxupa. Nhà trú tạm III | Di tích                                                       | Denia    |                                               | RI-51-0009794       | 09-06-1997           | Upload image                                  |

### E

#### Elche
| Tên | Dạng                 | Địa điểm                            | Tọa độ                                        | Số hồ sơ tham khảo? | Ngày nhận danh hiệu? | Hình ảnh |
| --- | -------------------- | ----------------------------------- | --------------------------------------------- | ------------------- | -------------------- | --- |
| Palmeral của Elche | Jardín histórico     | Elche                               |                                               | RI-52-0000020       | 27-07-1943           | Conjunto del Palmeral incluido El Jardín-Huerto del Cura · Upload image |
| Nhà thờ San José (Elche) | Di tích              | Elche                               |                                               | RI-51-0004452       | 30-12-1980           | Upload image |
| Misterio Elche | Di tích              | Elche                               |                                               | RI-51-0001071       | 15-09-1931           | Misterio de Elche · Upload image |
| Tường thành Castelar | Di tích              | Elche                               |                                               | RI-51-0011129       | 25-06-1985           | Upload image |
| Bảo tàng Khảo cổ và Lịch sử Elche (antiguo Bảo tàng Municipal Elche)                                                                                      | Di tích Bảo tàng     | Elche Calle Diagonal del Palau, S/N | 38°16′05″B 0°41′53″T / 38,268137°B 0,698044°T | RI-51-0001304       | 01-03-1962           | Museo Arqueológico y de Historia de Elche · Upload image |
| Cung điện Altamira (Elche) | Di tích              | Elche                               |                                               | RI-51-0001292       | 22-09-1961           | Palacio de Altamira (Elche) · Upload image |
| Sector Ciudad Elche que comprende Vương cung thánh đường Santa María, Alcázar-palacio Altamira và Calahorra, así como fuera mismo Casa-palacio Jorge Juan | Khu phức hợp lịch sử | Elche                               |                                               | RI-53-0000091       | 18-01-1968           | Sector de la Ciudad de Elche que comprende la Basílica de Santa María, el Alcázar-palacio de Altamira y la Calahorra, así como fuera del mismo la Casa-palacio de Jorge Juan · Upload image |
| Tháp Asprillas | Di tích              | Elche                               |                                               | RI-51-0009208       | 25-03-1996           | Upload image |
| Tháp Cañada | Di tích              | Elche                               |                                               | RI-51-0009207       | 10-04-1996           | Upload image |
| Tháp Carrús | Di tích              | Elche                               |                                               | RI-51-0009206       | 10-04-1996           | Upload image |
| Tháp Resemblanch và Vaillos | Di tích              | Elche                               |                                               | RI-51-0004182       | 14-09-1975           | Upload image |
| Tháp Vaillos | Di tích              | Elche                               |                                               | RI-51-0004182-00002 | 14-09-1975           | Upload image |
| Tháp Palomar | Di tích              | Elche                               |                                               | RI-51-0009212       | 10-04-1996           | Torre El Palomar · Upload image |
| Tháp Jubalcoy | Di tích              | Elche                               |                                               | RI-51-0009211       | 10-04-1996           | Upload image |
| Tháp Vigia Estaña | Di tích              | Elche                               |                                               | RI-51-0009210       | 10-04-1996           | Upload image |
| Tháp Vigia Santa Barbara | Di tích              | Elche                               |                                               | RI-51-0009209       | 10-04-1996           | Upload image |

#### Elda
| Tên          | Dạng    | Địa điểm | Tọa độ | Số hồ sơ tham khảo? | Ngày nhận danh hiệu? | Hình ảnh                        |
| ------------ | ------- | -------- | ------ | ------------------- | -------------------- | ------------------------------- |
| Tháp Elda    | Di tích | Elda     |        | RI-51-0011526       | 25-06-2005           | Upload image                    |
| Lâu đài Elda | Di tích | Elda     |        | RI-51-0010573       | 08-03-2001           | Castillo de Elda · Upload image |

#### Els Poblets
| Tên  | Dạng                        | Địa điểm                             | Tọa độ | Số hồ sơ tham khảo? | Ngày nhận danh hiệu? | Hình ảnh                |
| ---- | --------------------------- | ------------------------------------ | ------ | ------------------- | -------------------- | ----------------------- |
| Tháp | Di tích Kiến trúc phòng thủ | Els Poblets Cercana al núcleo urbano |        | RI-51-0009283       | 26-08-1996           | La Torre · Upload image |

### F

#### Facheca
| Tên           | Dạng    | Địa điểm | Tọa độ | Số hồ sơ tham khảo? | Ngày nhận danh hiệu? | Hình ảnh     |
| ------------- | ------- | -------- | ------ | ------------------- | -------------------- | ------------ |
| Sierra Alfaro | Di tích | Facheca  |        | RI-51-0009795       | 09-06-1997           | Upload image |

#### Famorca
| Tên                           | Dạng    | Địa điểm | Tọa độ | Số hồ sơ tham khảo? | Ngày nhận danh hiệu? | Hình ảnh     |
| ----------------------------- | ------- | -------- | ------ | ------------------- | -------------------- | ------------ |
| Barranc Fita. Nhà trú tạm I   | Di tích | Famorca  |        | RI-51-0009796       | 09-06-1997           | Upload image |
| Barranc Fita. Nhà trú tạm II  | Di tích | Famorca  |        | RI-51-0009797       | 09-06-1997           | Upload image |
| Barranc Fita. Nhà trú tạm III | Di tích | Famorca  |        | RI-51-0009798       | 09-06-1997           | Upload image |
| Barranc Fita. Nhà trú tạm V   | Di tích | Famorca  |        | RI-51-0009799       | 09-06-1997           | Upload image |

### G

#### Granja de Rocamora
| Tên       | Dạng    | Địa điểm           | Tọa độ | Số hồ sơ tham khảo? | Ngày nhận danh hiệu? | Hình ảnh     |
| --------- | ------- | ------------------ | ------ | ------------------- | -------------------- | ------------ |
| Tháp Mora | Di tích | Granja de Rocamora |        | RI-51-0009264       | 03-06-1996           | Upload image |

#### Guadalest(El Castell de Guadalest)
| Tên       | Dạng                  | Địa điểm  | Tọa độ                                       | Số hồ sơ tham khảo? | Ngày nhận danh hiệu? | Hình ảnh                          |
| --------- | --------------------- | --------- | -------------------------------------------- | ------------------- | -------------------- | --------------------------------- |
| Guadalest | Lịch sử và nghệ thuật | Guadalest | 38°40′34″B 0°11′55″T / 38,676059°B 0,19868°T | RI-53-0000169       | 25-04-1974           | Villa de Guadalest · Upload image |

#### Guardamar de Segura
| Tên                            | Dạng                                             | Địa điểm             | Tọa độ                                        | Số hồ sơ tham khảo? | Ngày nhận danh hiệu? | Hình ảnh                                                |
| ------------------------------ | ------------------------------------------------ | -------------------- | --------------------------------------------- | ------------------- | -------------------- | ------------------------------------------------------- |
| Lâu đài Guardamar Segura       | Di tích Kiến trúc phòng thủ Thời gian: Thế kỷ 12 | Guardamar del Segura | 38°05′30″B 0°39′28″T / 38,091539°B 0,657683°T | RI-51-0011104       | 25-06-1985           | Castillo de Guardamar del Segura · Upload image         |
| Rábita Califal Dunas Guardamar | Khu khảo cổ Thời gian: Thế kỷ 10                 | Guardamar del Segura | 38°06′07″B 0°39′03″T / 38,101919°B 0,650926°T | RI-55-0000214       | 27-07-1990           | Rábita Califal de las Dunas de Guardamar · Upload image |

### I

#### Ibi
| Tên                   | Dạng    | Địa điểm | Tọa độ | Số hồ sơ tham khảo? | Ngày nhận danh hiệu? | Hình ảnh     |
| --------------------- | ------- | -------- | ------ | ------------------- | -------------------- | ------------ |
| Lâu đài Bermejo (Ibi) | Di tích | Ibi      |        | RI-51-0011102       | 25-06-1985           | Upload image |
| Lâu đài Viejo (Ibi)   | Di tích | Ibi      |        | RI-51-0011101       | 25-06-1985           | Upload image |

### J

#### Jávea(Xàbia)
| Tên                           | Dạng                                                          | Địa điểm                            | Tọa độ                                        | Số hồ sơ tham khảo? | Ngày nhận danh hiệu? | Hình ảnh                                           |
| ----------------------------- | ------------------------------------------------------------- | ----------------------------------- | --------------------------------------------- | ------------------- | -------------------- | -------------------------------------------------- |
| Cova Barranc Migdia           | Di tích                                                       | Jávea                               |                                               | RI-51-0006981       | 29-11-1990           | Upload image                                       |
| Nhà thờ San Bartolomé (Jávea) | Di tích Kiến trúc tôn giáo                                    | Jávea                               | 38°47′21″B 0°09′48″Đ / 38,789203°B 0,163383°Đ | RI-51-0000368       | 03-06-1931           | Iglesia Parroquial de San Bartolomé · Upload image |
| Tháp Albardesa                | Di tích                                                       | Jávea                               |                                               | RI-51-0009194       | 22-03-1996           | Upload image                                       |
| Tháp Ambolo                   | Di tích Kiến trúc phòng thủ Thời gian: Thế kỷ 15              | Jávea                               | 38°43′43″B 0°12′56″Đ / 38,728633°B 0,215455°Đ | RI-51-0009195       | 22-03-1996           | Torre Ambolo · Upload image                        |
| Tháp Bolufer                  | Di tích Kiến trúc phòng thủ Thời gian: Thế kỷ 12 và Thế kỷ 13 | Jávea                               |                                               | RI-51-0009196       | 22-03-1996           | Torre Bolufer · Upload image                       |
| Tháp Granadella               | Di tích                                                       | Jávea                               |                                               | RI-51-0009197       | 22-03-1996           | Upload image                                       |
| Tháp Pelletes Tháp Pardalet   | Di tích Kiến trúc phòng thủ                                   | Jávea C/ Liverpool                  |                                               | RI-51-0009198       | 22-03-1996           | Torre Pelletes · Upload image                      |
| Tháp Portichol                | Di tích                                                       | Jávea                               |                                               | RI-51-0009199       | 22-03-1996           | Upload image                                       |
| Tháp Torroner                 | Di tích Kiến trúc phòng thủ                                   | Jávea Junto al cauce del río Gorgos |                                               | RI-51-0009200       | 22-03-1996           | Torre Torroner · Upload image                      |
| Tháp Capsades                 | Di tích                                                       | Jávea                               |                                               | RI-51-0009266       | 03-06-1996           | Upload image                                       |
| Vịnh nhỏ Santes Baix          | Di tích                                                       | Jávea                               |                                               | RI-51-0009760       | 09-06-1997           | Upload image                                       |
| Vịnh nhỏ Santes Dalt          | Di tích                                                       | Jávea                               |                                               | RI-51-0009761       | 09-06-1997           | Upload image                                       |

#### Jijona
| Tên                                         | Dạng    | Địa điểm        | Tọa độ | Số hồ sơ tham khảo? | Ngày nhận danh hiệu? | Hình ảnh                           |
| ------------------------------------------- | ------- | --------------- | ------ | ------------------- | -------------------- | ---------------------------------- |
| Lâu đài và tường thành Tháp Grossa (Jijona) | Di tích | Jijona          |        | RI-51-0011349       | 25-06-1985           | Upload image                       |
| Nhà trú tạm I Sarga                         | Di tích | Jijona La Sarga |        | RI-51-0009838       | 09-06-1997           | La Sarga. Abrigo I · Upload image  |
| Nhà trú tạm II Sarga                        | Di tích | Jijona La Sarga |        | RI-51-0009839       | 09-06-1997           | La Sarga. Abrigo II · Upload image |
| Nhà trú tạm III Sarga                       | Di tích | Jijona La Sarga |        | RI-51-0009840       | 09-06-1997           | Upload image                       |

### L

#### Lorcha
| Tên                | Dạng    | Địa điểm | Tọa độ                                      | Số hồ sơ tham khảo? | Ngày nhận danh hiệu? | Hình ảnh                              |
| ------------------ | ------- | -------- | ------------------------------------------- | ------------------- | -------------------- | ------------------------------------- |
| Lâu đài Perputxent | Di tích | Lorcha   | 38°51′09″B 0°19′24″T / 38,8525°B 0,323333°T | RI-51-0010440       | 14-12-1998           | Castillo de Perputxent · Upload image |
| Cova Llarga        | Di tích | Lorcha   |                                             | RI-51-0009800       | 09-06-1997           | Upload image                          |

### M

#### Millena
| Tên               | Dạng                        | Địa điểm                                          | Tọa độ                                        | Số hồ sơ tham khảo? | Ngày nhận danh hiệu? | Hình ảnh                             |
| ----------------- | --------------------------- | ------------------------------------------------- | --------------------------------------------- | ------------------- | -------------------- | ------------------------------------ |
| Lâu đài Travadell | Di tích Kiến trúc phòng thủ | Millena Cerro próximo a la sierra de la Almudaina | 38°44′10″B 0°22′20″T / 38,736111°B 0,372306°T | RI-51-0010579       | 08-03-2001           | Castillo de Travadell · Upload image |
| Tháp Millena      | Di tích Kiến trúc phòng thủ | Millena C/ Santa Bárbara                          | 38°43′56″B 0°21′43″T / 38,732091°B 0,362012°T | RI-51-0010574       | 08-03-2001           | Torre de Millena · Upload image      |

#### Monóvar
| Tên                               | Dạng    | Địa điểm | Tọa độ | Số hồ sơ tham khảo? | Ngày nhận danh hiệu? | Hình ảnh                                                   |
| --------------------------------- | ------- | -------- | ------ | ------------------- | -------------------- | ---------------------------------------------------------- |
| Lâu đài Chinorla                  | Di tích | Monóvar  |        | RI-51-0011041       | 25-06-1985           | Upload image                                               |
| Nhà hoang Santa Bárbara (Monóvar) | Di tích | Monóvar  |        | RI-51-0012175       | 28-09-2007           | Ermita de Santa Bárbara (Monòver / Monóvar) · Upload image |

#### Muchamiel(Mutxamel)
| Tên                         | Dạng             | Địa điểm  | Tọa độ | Số hồ sơ tham khảo? | Ngày nhận danh hiệu? | Hình ảnh                                                  |
| --------------------------- | ---------------- | --------- | ------ | ------------------- | -------------------- | --------------------------------------------------------- |
| Tháp Ferraz                 | Di tích          | Muchamiel |        | RI-51-0009262       | 03-06-1996           | Upload image                                              |
| Nhà Ferraz (Muchamiel)      | Jardín histórico | Muchamiel |        | RI-52-0000036       | 19-02-1979           | Upload image                                              |
| Cung điện Peñacerrada       | Jardín histórico | Muchamiel |        | RI-52-0000088       | 28-09-2007           | Jardín y Palacio de Peñacerrada · Upload image            |
| Tháp Paulinas               | Di tích          | Muchamiel |        | RI-51-0009267       | 03-06-1996           | Upload image                                              |
| Tháp Muchamiel              | Di tích          | Muchamiel |        | RI-51-0009268       | 03-06-1996           | Upload image                                              |
| Nhà thờ Salvador (Mutxamel) | Di tích          | Muchamiel |        | RI-51-0012176       | 28-09-2007           | Iglesia Parroquial del Salvador (Mutxamel) · Upload image |

#### Murla
| Tên                                       | Dạng                        | Địa điểm | Tọa độ                                       | Số hồ sơ tham khảo? | Ngày nhận danh hiệu? | Hình ảnh                         |
| ----------------------------------------- | --------------------------- | -------- | -------------------------------------------- | ------------------- | -------------------- | -------------------------------- |
| Lâu đài Murla Nhà thờ pháo đài San Miguel | Di tích Kiến trúc phòng thủ | Murla    | 38°45′34″B 0°05′00″T / 38,759444°B 0,08335°T | RI-51-0010668       | 14-08-2001           | Castillo de Murla · Upload image |

### N

#### Novelda
| Tên          | Dạng    | Địa điểm | Tọa độ | Số hồ sơ tham khảo? | Ngày nhận danh hiệu? | Hình ảnh                                            |
| ------------ | ------- | -------- | ------ | ------------------- | -------------------- | --------------------------------------------------- |
| Lâu đài Mola | Di tích | Novelda  |        | RI-51-0000370       | 03-06-1931           | Castillo de la Mola CASTILLO DE LUNA · Upload image |

### O

#### Ondara
| Tên                                       | Dạng                        | Địa điểm | Tọa độ                                        | Số hồ sơ tham khảo? | Ngày nhận danh hiệu? | Hình ảnh                                             |
| ----------------------------------------- | --------------------------- | -------- | --------------------------------------------- | ------------------- | -------------------- | ---------------------------------------------------- |
| Nhà Fuerte calles Denia và Sol            | Di tích                     | Ondara   | 38°49′39″B 0°01′09″Đ / 38,827479°B 0,019305°Đ | RI-51-0011178       | 25-06-1985           | Casa Fuerte de las calles Denia y Sol · Upload image |
| Tháp Reloj Formaba parte antiguo castillo | Di tích Kiến trúc phòng thủ | Ondara   | 38°49′40″B 0°01′05″Đ / 38,827848°B 0,018133°Đ | RI-51-0009282       | 26-08-1996           | Torre del Reloj · Upload image                       |

#### Onil
| Tên                                | Dạng    | Địa điểm | Tọa độ                                        | Số hồ sơ tham khảo? | Ngày nhận danh hiệu? | Hình ảnh                                                  |
| ---------------------------------- | ------- | -------- | --------------------------------------------- | ------------------- | -------------------- | --------------------------------------------------------- |
| Cung điện Marques Dos Aguas (Onil) | Di tích | Onil     | 38°37′47″B 0°40′26″T / 38,629589°B 0,674007°T | RI-51-0010626       | 09-05-2001           | Palacio Fortaleza del Marques de Dos Aguas · Upload image |

#### Orihuela(Oriola)
| Tên                                       | Dạng                                                      | Địa điểm                         | Tọa độ                                        | Số hồ sơ tham khảo? | Ngày nhận danh hiệu? | Hình ảnh                                                       |
| ----------------------------------------- | --------------------------------------------------------- | -------------------------------- | --------------------------------------------- | ------------------- | -------------------- | -------------------------------------------------------------- |
| Lưu trữ lịch sử Orihuela                  | Lưu trữ                                                   | Orihuela Pl. Marqués de Rafal, 1 | 38°05′11″B 0°56′44″T / 38,086448°B 0,945554°T | RI-AR-0000014       | 10-11-1997           | Archivo Histórico de Orihuela · Upload image                   |
| Orihuela#Patrimonio                       | Khu phức hợp lịch sử                                      | Orihuela                         | 38°05′02″B 0°56′48″T / 38,083863°B 0,946545°T | RI-53-0000102       | 24-04-1969           | Casco Histórico de Orihuela · Upload image                     |
| Lâu đài Orihuela                          | Di tích Kiến trúc quân sự Lâu đài Tình trạng: Đang đổ nát | Orihuela                         | 38°05′27″B 0°56′45″T / 38,090922°B 0,945871°T | RI-51-0000373       | 03-06-1931           | Castillo de Orihuela · Upload image                            |
| Tường thành Orihuela                      | Di tích Kiến trúc phòng thủ                               | Orihuela                         | 38°05′05″B 0°56′55″T / 38,084787°B 0,948604°T | RI-51-0010449       | 14-12-1998           | Murallas de Orihuela · Upload image                            |
| Palmeral Orihuela                         | Khu vực lịch sử                                           | Orihuela                         |                                               | RI-54-0000022       | 24-07-1963           | Palmeral de Orihuela · Upload image                            |
| Khu vực Los Saladares                     | Khu khảo cổ                                               | Orihuela                         |                                               | RI-55-0000090       | 27-10-1978           | Yacimiento de los Saladores · Upload image                     |
| Nhà thờ Santiago Apóstol (Orihuela)       | Di tích                                                   | Orihuela                         |                                               | RI-51-0001078       | 17-11-1933           | Iglesia de Santiago Apóstol (Orihuela) · Upload image          |
| Nhà thờ Santas Justa và Rufina (Orihuela) | Di tích                                                   | Orihuela                         |                                               | RI-51-0003859       | 01-04-1971           | Iglesia de las Santas Justa y Rufina (Orihuela) · Upload image |
| Tháp Cabo Roig                            | Di tích                                                   | Orihuela                         |                                               | RI-51-0009131       | 20-11-1995           | Torre Cabo Roig · Upload image                                 |
| Palacio Episcopal Orihuela                | Di tích                                                   | Orihuela                         |                                               | RI-51-0004187       | 31-10-1975           | Palacio Episcopal de Orihuela · Upload image                   |
| Nhà thờ Orihuela                          | Di tích                                                   | Orihuela                         |                                               | RI-51-0000371       | 03-06-1931           | Iglesia Catedral del Salvador y Santa María · Upload image     |
| Tu viện Santo Domingo (Orihuela)          | Di tích                                                   | Orihuela                         |                                               | RI-51-0000372       | 03-06-1931           | Convento de Santo Domingo (Orihuela) · Upload image            |

### P

#### Palanques
| Tên                              | Dạng    | Địa điểm  | Tọa độ | Số hồ sơ tham khảo? | Ngày nhận danh hiệu? | Hình ảnh     |
| -------------------------------- | ------- | --------- | ------ | ------------------- | -------------------- | ------------ |
| Cingle Palanques (Nhà trú tạm B) | Di tích | Palanques |        | RI-51-0009913       | 09-06-1997           | Upload image |

#### Pedreguer
| Tên                          | Dạng                        | Địa điểm  | Tọa độ | Số hồ sơ tham khảo? | Ngày nhận danh hiệu? | Hình ảnh                                      |
| ---------------------------- | --------------------------- | --------- | ------ | ------------------- | -------------------- | --------------------------------------------- |
| Masía phòng thủ Albardaneras | Di tích Kiến trúc phòng thủ | Pedreguer |        | RI-51-0011111       | 25-06-1985           | Masía fortificada Albardaneras · Upload image |

#### Pego
| Tên                                | Dạng                                             | Địa điểm | Tọa độ                                        | Số hồ sơ tham khảo? | Ngày nhận danh hiệu? | Hình ảnh                                  |
| ---------------------------------- | ------------------------------------------------ | -------- | --------------------------------------------- | ------------------- | -------------------- | ----------------------------------------- |
| Lâu đài Ambra                      | Di tích Kiến trúc phòng thủ Thời gian: Thế kỷ 13 | Pego     | 38°49′50″B 0°08′11″T / 38,830425°B 0,136442°T | RI-51-0011110       | 25-06-1985           | Castillo de Ambra · Upload image          |
| Pego#Tường thành và castillos Pego | Di tích Kiến trúc phòng thủ                      | Pego     | 38°50′26″B 0°07′06″T / 38,840482°B 0,118301°T | RI-51-0011346       | 25-06-1985           | Recinto amurallado de Pego · Upload image |

#### Penáguila
| Tên                               | Dạng    | Địa điểm                            | Tọa độ                                    | Số hồ sơ tham khảo? | Ngày nhận danh hiệu? | Hình ảnh     |
| --------------------------------- | ------- | ----------------------------------- | ----------------------------------------- | ------------------- | -------------------- | ------------ |
| Puerto Penáguila (Nhà trú tạm II) | Di tích | Penáguila                           |                                           | RI-51-0009811       | 09-06-1997           | Upload image |
| Puerto Penáguila (Nhà trú tạm I)  | Di tích | Penáguila                           |                                           | RI-51-0009812       | 09-06-1997           | Upload image |
| Castilllo Penáguila               | Di tích | Penáguila                           |                                           | RI-51-0010643       | 05-06-2001           | Upload image |
| Tường thành Penáguila             | Di tích | Penáguila                           |                                           | RI-51-0010466       | 06-06-2001           | Upload image |
| Barranco Salt I                   | Di tích | Penáguila                           |                                           | RI-51-0009805       | 09-06-1997           | Upload image |
| Barranco Salt II                  | Di tích | Penáguila                           |                                           | RI-51-0009806       | 09-06-1997           | Upload image |
| Barranco Salt III                 | Di tích | Penáguila                           |                                           | RI-51-0009807       | 09-06-1997           | Upload image |
| Barranco Salt IV                  | Di tích | Penáguila                           |                                           | RI-51-0009808       | 09-06-1997           | Upload image |
| Barranco Salt V                   | Di tích | Penáguila                           |                                           | RI-51-0009809       | 09-06-1997           | Upload image |
| Barranco Salt VI                  | Di tích | Penáguila                           |                                           | RI-51-0009810       | 09-06-1997           | Upload image |
| Tháp Sena                         | Di tích | Penáguila Ctra. Benifallim-Alcoleja | 38°40′30″B 0°22′56″T / 38,6749°B 0,3821°T | RI-51-0009170       | 12-02-1996           | Upload image |

#### Petrel (Alicante)(Petrer)
| Tên                  | Dạng                                                      | Địa điểm | Tọa độ                                        | Số hồ sơ tham khảo? | Ngày nhận danh hiệu? | Hình ảnh                               |
| -------------------- | --------------------------------------------------------- | -------- | --------------------------------------------- | ------------------- | -------------------- | -------------------------------------- |
| Acueducto San Rafael | Di tích Infraestructura hidraúlica Kiểu: Kiến trúc Gothic | Petrel   | 38°29′17″B 0°47′16″T / 38,487974°B 0,787853°T | RI-51-0004536       | 11-11-1981           | Acueducto de San Rafael · Upload image |
| Lâu đài Petrel       | Di tích Kiến trúc quân sự Origen: Musulman                | Petrel   | 38°29′03″B 0°46′04″T / 38,484193°B 0,767837°T | RI-51-0004811       | 16-02-1983           | Castillo de Petrel · Upload image      |

#### Pilar de la Horadada
| Tên           | Dạng                                             | Địa điểm                                  | Tọa độ                                        | Số hồ sơ tham khảo? | Ngày nhận danh hiệu? | Hình ảnh                      |
| ------------- | ------------------------------------------------ | ----------------------------------------- | --------------------------------------------- | ------------------- | -------------------- | ----------------------------- |
| Tháp Horadada | Di tích Kiến trúc phòng thủ Thời gian: Thế kỷ 16 | Pilar de la Horadada Torre de la Horadada | 37°52′04″B 0°45′23″T / 37,867821°B 0,756481°T | RI-51-0009150       | 28-11-1995           | Torre Horadada · Upload image |

#### Planes
| Tên                                     | Dạng    | Địa điểm | Tọa độ | Số hồ sơ tham khảo? | Ngày nhận danh hiệu? | Hình ảnh     |
| --------------------------------------- | ------- | -------- | ------ | ------------------- | -------------------- | ------------ |
| Barranco Els Garrofers (Nhà trú tạm II) | Di tích | Planes   |        | RI-51-0009765       | 09-06-1997           | Upload image |
| Hang Vila                               | Di tích | Planes   |        | RI-51-0009766       | 09-06-1997           | Upload image |
| Nhà trú tạm Gleda                       | Di tích | Planes   |        | RI-51-0009762       | 09-06-1997           | Upload image |
| Nhà trú tạm Peña Blanca                 | Di tích | Planes   |        | RI-51-0009763       | 09-06-1997           | Upload image |
| Barranco Els Garrofers (Nhà trú tạm I)  | Di tích | Planes   |        | RI-51-0009764       | 09-06-1997           | Upload image |

#### Polop de la Marina
| Tên                  | Dạng    | Địa điểm           | Tọa độ | Số hồ sơ tham khảo? | Ngày nhận danh hiệu? | Hình ảnh                                     |
| -------------------- | ------- | ------------------ | ------ | ------------------- | -------------------- | -------------------------------------------- |
| Lâu đài Polop Marina | Di tích | Polop de la Marina |        | RI-51-0009950       | 23-06-1997           | Castillo (Polop de la Marina) · Upload image |

### R

#### Relleu
| Tên                     | Dạng                        | Địa điểm                             | Tọa độ                                        | Số hồ sơ tham khảo? | Ngày nhận danh hiệu? | Hình ảnh                          |
| ----------------------- | --------------------------- | ------------------------------------ | --------------------------------------------- | ------------------- | -------------------- | --------------------------------- |
| Nhà phòng thủ Garrofera | Di tích                     | Relleu                               |                                               | RI-51-0010114       | 01-09-1997           | Upload image                      |
| Lâu đài Relleu          | Di tích Kiến trúc phòng thủ | Relleu Cerro próximo al casco urbano | 38°35′19″B 0°18′50″T / 38,588676°B 0,314017°T | RI-51-0010575       | 08-03-2001           | Castillo de Relleu · Upload image |
| Tháp Vallonga           | Di tích                     | Relleu                               |                                               | RI-51-0010115       | 01-09-1997           | Upload image                      |
| Tháp Nhà Balde          | Di tích                     | Relleu                               |                                               | RI-51-0010116       | 01-09-1997           | Upload image                      |

### S

#### San Juan de Alicante
| Tên             | Dạng    | Địa điểm             | Tọa độ | Số hồ sơ tham khảo? | Ngày nhận danh hiệu? | Hình ảnh     |
| --------------- | ------- | -------------------- | ------ | ------------------- | -------------------- | ------------ |
| Tháp Cadena     | Di tích | San Juan             |        | RI-51-0010120       | 09-10-1997           | Upload image |
| Tháp Salafranca | Di tích | San Juan de Alicante |        | RI-51-0009284       | 26-08-1996           | Upload image |
| Tháp Bonanza    | Di tích | San Juan de Alicante |        | RI-51-0009285       | 26-08-1996           | Upload image |
| Tháp Ansaldo    | Di tích | San Juan de Alicante |        | RI-51-0009286       | 26-08-1996           | Upload image |

#### Santa Pola
| Tên                          | Dạng                                             | Địa điểm                                               | Tọa độ                                        | Số hồ sơ tham khảo? | Ngày nhận danh hiệu? | Hình ảnh                                        |
| ---------------------------- | ------------------------------------------------ | ------------------------------------------------------ | --------------------------------------------- | ------------------- | -------------------- | ----------------------------------------------- |
| Castillo-Pháo đài Santa Pola | Di tích Kiến trúc phòng thủ Thời gian: Thế kỷ 16 | Santa Pola                                             | 38°11′32″B 0°33′16″T / 38,192131°B 0,554514°T | RI-51-0008252       | 12-07-1993           | Castillo-Fortaleza de Santa Pola · Upload image |
| Tháp Escaletes               | Di tích Kiến trúc phòng thủ Thời gian: Thế kỷ 16 | Santa Pola                                             | 38°11′33″B 0°31′43″T / 38,192551°B 0,528736°T | RI-51-0009168       | 12-02-1996           | Torre de Escaletes · Upload image               |
| Tháp Tamarit (Tháp Salinas)  | Di tích Arquiectura defensiva Tháp               | Santa Pola Parque natural de las Salinas de Santa Pola | 38°11′06″B 0°36′52″T / 38,18487°B 0,61451°T   | RI-51-0008251       | 22-06-1993           | Torre de Tamarit · Upload image                 |
| Hang Arañas Carabassì        | Di tích                                          | Santa Pola                                             |                                               | RI-51-0009767       | 09-06-1997           | Upload image                                    |
| Tháp Pinet                   | Di tích                                          | Santa Pola                                             |                                               | RI-51-0009167       | 12-02-1996           | Upload image                                    |
| Tháp Atalayola               | Di tích                                          | Santa Pola                                             |                                               | RI-51-0009169       | 12-02-1996           | Upload image                                    |

#### Sax
| Tên         | Dạng    | Địa điểm | Tọa độ | Số hồ sơ tham khảo? | Ngày nhận danh hiệu? | Hình ảnh                       |
| ----------- | ------- | -------- | ------ | ------------------- | -------------------- | ------------------------------ |
| Lâu đài Sax | Di tích | Sax      |        | RI-51-0010665       | 18-07-2001           | Castillo de Sax · Upload image |

#### Sella (Alicante)
| Tên                             | Dạng                        | Địa điểm            | Tọa độ                                    | Số hồ sơ tham khảo? | Ngày nhận danh hiệu? | Hình ảnh                                 |
| ------------------------------- | --------------------------- | ------------------- | ----------------------------------------- | ------------------- | -------------------- | ---------------------------------------- |
| Lâu đài Santa Bárbara           | Di tích Kiến trúc phòng thủ | Sella Vall de Sella | 38°36′36″B 0°16′19″T / 38,61°B 0,271944°T | RI-51-0010576       | 08-03-2001           | Castillo de Santa Bárbara · Upload image |
| Tháp Quảng trường Mayor (Sella) | Di tích                     | Sella               |                                           | RI-51-0009580       | 20-01-1997           | Upload image                             |

### T

#### Tárbena(Tàrbena)
| Tên              | Dạng                        | Địa điểm            | Tọa độ                                        | Số hồ sơ tham khảo? | Ngày nhận danh hiệu? | Hình ảnh                           |
| ---------------- | --------------------------- | ------------------- | --------------------------------------------- | ------------------- | -------------------- | ---------------------------------- |
| Barranco Xorquet | Di tích Nghệ thuật đá       | Tárbena             | 38°42′34″B 0°07′42″T / 38,709357°B 0,128417°T | RI-51-0009768       | 09-06-1997           | Barranc del Xorquet · Upload image |
| Lâu đài Tárbena  | Di tích Kiến trúc phòng thủ | Tárbena Cerro Segué |                                               | RI-51-0010666       | 18-07-2001           | Castillo de Tárbena · Upload image |
| Peña Escrita     | Di tích Nghệ thuật đá       | Tárbena             | 38°41′13″B 0°04′02″T / 38,687051°B 0,067306°T | RI-51-0009769       | 09-06-1997           | Peña Escrita · Upload image        |

#### Teulada
| Tên                                           | Dạng                        | Địa điểm            | Tọa độ                                        | Số hồ sơ tham khảo? | Ngày nhận danh hiệu? | Hình ảnh                                                          |
| --------------------------------------------- | --------------------------- | ------------------- | --------------------------------------------- | ------------------- | -------------------- | ----------------------------------------------------------------- |
| Lâu đài Moraira                               | Di tích Kiến trúc phòng thủ | Teulada Moraira     | 38°41′12″B 0°07′58″Đ / 38,686641°B 0,13264°Đ  | RI-51-0004773       | 12-01-1983           | Castillo de Moraira · Upload image                                |
| Escudo nobiliario Tường Teulada               | Di tích                     | Teulada             |                                               | RI-51-0012047       | 25-06-1985           | Escudo nobiliario de la muralla · Upload image                    |
| Nhà thờ Santa Catalina (Teulada)              | Di tích                     | Teulada             |                                               | RI-51-0012045       | 25-06-1985           | Iglesia Fortificada (Iglesia de Santa Catalina) · Upload image    |
| Lápidas con inscripción fecha ở Tường Teulada | Di tích                     | Teulada             |                                               | RI-51-0012048       | 25-06-1985           | Dos lápidas con inscripción de fecha en la muralla · Upload image |
| Tường thành deTeulada                         | Di tích                     | Teulada             |                                               | RI-51-0012046       | 25-06-1985           | Upload image                                                      |
| Tường Teulada                                 | Khu phức hợp lịch sử        | Teulada             |                                               | RI-53-0000628       | 07-12-2007           | Upload image                                                      |
| Tháp Cap d'Or                                 | Di tích Kiến trúc phòng thủ | Teulada Cabo de Oro | 38°41′03″B 0°09′05″Đ / 38,684251°B 0,151445°Đ | RI-51-0009151       | 27-11-1995           | Torre del Cabo de Oro · Upload image                              |

#### Tibi
| Tên          | Dạng    | Địa điểm                | Tọa độ                                        | Số hồ sơ tham khảo? | Ngày nhận danh hiệu? | Hình ảnh                                            |
| ------------ | ------- | ----------------------- | --------------------------------------------- | ------------------- | -------------------- | --------------------------------------------------- |
| Lâu đài Tibi | Di tích | Tibi Loma de las monjas | 38°31′33″B 0°34′24″T / 38,525782°B 0,57343°T  | RI-51-0010559       | 28-12-2000           | Upload image                                        |
| Embalse Tibi | Di tích | Tibi                    | 38°30′02″B 0°33′28″T / 38,500612°B 0,557838°T | RI-51-0007057       | 26-04-1994           | Pantano de Tibi Pantano de Alicante. · Upload image |

#### Tollos
| Tên                                 | Dạng    | Địa điểm | Tọa độ | Số hồ sơ tham khảo? | Ngày nhận danh hiệu? | Hình ảnh     |
| ----------------------------------- | ------- | -------- | ------ | ------------------- | -------------------- | ------------ |
| Vịnh nhỏ Roges.abrigo 1             | Di tích | Tollos   |        | RI-51-0009770       | 09-06-1997           | Upload image |
| Vịnh nhỏ Roges (Nhà trú tạm II-III) | Di tích | Tollos   |        | RI-51-0009771       | 09-06-1997           | Upload image |

#### Tormos (Alicante)
| Tên                     | Dạng    | Địa điểm | Tọa độ | Số hồ sơ tham khảo? | Ngày nhận danh hiệu? | Hình ảnh     |
| ----------------------- | ------- | -------- | ------ | ------------------- | -------------------- | ------------ |
| Barranco Palla (Tormos) | Di tích | Tormos   |        | RI-51-0009772       | 09-06-1997           | Upload image |

#### Torremanzanas(La Torre de les Maçanes)
| Tên       | Dạng                        | Địa điểm      | Tọa độ                                        | Số hồ sơ tham khảo? | Ngày nhận danh hiệu? | Hình ảnh                  |
| --------- | --------------------------- | ------------- | --------------------------------------------- | ------------------- | -------------------- | ------------------------- |
| Tháp Gran | Di tích Kiến trúc phòng thủ | Torremanzanas | 38°36′24″B 0°25′06″T / 38,606673°B 0,418281°T | RI-51-0009153       | 28-11-1995           | Torre Gran · Upload image |

#### Torrevieja
| Tên                    | Dạng    | Địa điểm   | Tọa độ | Số hồ sơ tham khảo? | Ngày nhận danh hiệu? | Hình ảnh                                |
| ---------------------- | ------- | ---------- | ------ | ------------------- | -------------------- | --------------------------------------- |
| Tháp Moro (Torrevieja) | Di tích | Torrevieja |        | RI-51-0009132       | 20-11-1995           | Torre Cervera O del Moro · Upload image |
| Tháp Mata              | Di tích | Torrevieja |        | RI-51-0009133       | 20-11-1995           | Torre de la Mata · Upload image         |

### V

#### Vall de Gallinera(La Vall de Gallinera)
| Tên                                   | Dạng                        | Địa điểm          | Tọa độ                                        | Số hồ sơ tham khảo? | Ngày nhận danh hiệu? | Hình ảnh                             |
| ------------------------------------- | --------------------------- | ----------------- | --------------------------------------------- | ------------------- | -------------------- | ------------------------------------ |
| Al Patrò                              | Di tích Nghệ thuật đá       | Vall de Gallinera | 38°49′37″B 0°14′16″T / 38,826952°B 0,237639°T | RI-51-0009773       | 09-06-1997           | Al Patrò · Upload image              |
| Barranco Benialì Nhà trú tạm II       | Di tích                     | Vall de Gallinera |                                               | RI-51-0009776       | 09-06-1997           | Upload image                         |
| Barranco Benialì. Nhà trú tạm III     | Di tích                     | Vall de Gallinera |                                               | RI-51-0009777       | 09-06-1997           | Upload image                         |
| Barranco Benialì. Nhà trú tạm IV      | Di tích                     | Vall de Gallinera |                                               | RI-51-0009778       | 09-06-1997           | Upload image                         |
| Barranco Beniali (Nhà trú tạm V)      | Di tích                     | Vall de Gallinera |                                               | RI-51-0009779       | 09-06-1997           | Upload image                         |
| Barranco Beniali (Nhà trú tạm I)      | Di tích                     | Vall de Gallinera |                                               | RI-51-0009775       | 09-06-1997           | Upload image                         |
| Barranco Grau                         | Di tích                     | Vall de Gallinera |                                               | RI-51-0009774       | 09-06-1997           | Upload image                         |
| Barranco Cova Jeroni (Nhà trú tạm I)  | Di tích                     | Vall de Gallinera |                                               | RI-51-0009780       | 09-06-1997           | Upload image                         |
| Barranco Cova Negra                   | Di tích                     | Vall de Gallinera |                                               | RI-51-0009781       | 09-06-1997           | Upload image                         |
| Barranco Magrana                      | Di tích                     | Vall de Gallinera |                                               | RI-51-0009782       | 09-06-1997           | Upload image                         |
| Barranco Galistero                    | Di tích                     | Vall de Gallinera |                                               | RI-51-0009783       | 09-06-1997           | Upload image                         |
| Benirrama (Nhà trú tạm I)             | Di tích                     | Vall de Gallinera |                                               | RI-51-0009784       | 09-06-1997           | Upload image                         |
| Benirrama (Nhà trú tạm II)            | Di tích                     | Vall de Gallinera |                                               | RI-51-0009785       | 09-06-1997           | Upload image                         |
| Lâu đài Alcalá hay Benissili          | Di tích                     | Vall de Gallinera |                                               | RI-51-0011143       | 25-06-1985           | Upload image                         |
| Lâu đài Gallinera (Lâu đài Benirrama) | Di tích Kiến trúc phòng thủ | Vall de Gallinera | 38°50′16″B 0°10′58″T / 38,83778°B 0,182857°T  | RI-51-0011144       |                      | Castillo de Gallinera · Upload image |
| Cueva Jeroni                          | Di tích                     | Vall de Gallinera |                                               | RI-51-0009786       | 09-06-1997           | Upload image                         |
| Racó Pou                              | Di tích                     | Vall de Gallinera |                                               | RI-51-0009742       | 09-06-1997           | Upload image                         |

#### Vall de Laguart(La Vall de Laguar)
| Tên                                        | Dạng    | Địa điểm        | Tọa độ | Số hồ sơ tham khảo? | Ngày nhận danh hiệu? | Hình ảnh     |
| ------------------------------------------ | ------- | --------------- | ------ | ------------------- | -------------------- | ------------ |
| Tháp Casota (Vall Laguart)                 | Di tích | Vall de Laguart |        | RI-51-0010513       | 16-02-2000           | Upload image |
| Lâu đài Vall Laguart                       | Di tích | Vall de Laguart |        | RI-51-0010533       | 30-05-2000           | Upload image |
| Barranc L'infern. Conj. 3. Nhà trú tạm III | Di tích | Vall de Laguart |        | RI-51-0009867       | 09-06-1997           | Upload image |
| Barranc Infern (Conj 1 Nhà trú tạm I)      | Di tích | Vall de Laguart |        | RI-51-0009743       | 09-06-1997           | Upload image |
| Barranc L'infern. Conj. 2. Nhà trú tạm I   | Di tích | Vall de Laguart |        | RI-51-0009744       | 09-06-1997           | Upload image |
| Barranc L'infern. Conj. 2. Nhà trú tạm II  | Di tích | Vall de Laguart |        | RI-51-0009745       | 09-06-1997           | Upload image |
| Barranc L'infern. Conj. 3. Nhà trú tạm I   | Di tích | Vall de Laguart |        | RI-51-0009746       | 09-06-1997           | Upload image |
| Barranc L'infern. Conj. 3. Nhà trú tạm II  | Di tích | Vall de Laguart |        | RI-51-0009747       | 09-06-1997           | Upload image |
| Barranc L'infern. Conj. 3. Nhà trú tạm IV  | Di tích | Vall de Laguart |        | RI-51-0009748       | 09-06-1997           | Upload image |
| Barranc L'infern. Conj. 3. Nhà trú tạm V   | Di tích | Vall de Laguart |        | RI-51-0009749       | 09-06-1997           | Upload image |
| Barranc L'infern. Conj. 3. Nhà trú tạm VI  | Di tích | Vall de Laguart |        | RI-51-0009750       | 09-06-1997           | Upload image |
| Barranc Infern (Conj 4 Nhà trú tạm I)      | Di tích | Vall de Laguart |        | RI-51-0009751       | 09-06-1997           | Upload image |
| Barranc L'infern. Conj. 4. Nhà trú tạm II  | Di tích | Vall de Laguart |        | RI-51-0009752       | 09-06-1997           | Upload image |
| Barranc Infern (Conj 4 Nhà trú tạm IV)     | Di tích | Vall de Laguart |        | RI-51-0009753       | 09-06-1997           | Upload image |
| Barranc Infern (Conj 4 Nhà trú tạm V)      | Di tích | Vall de Laguart |        | RI-51-0009754       | 09-06-1997           | Upload image |
| Barranc Infern (Conj 5 Nhà trú tạm I)      | Di tích | Vall de Laguart |        | RI-51-0009755       | 09-06-1997           | Upload image |
| Barranc Infer (Conj 6 Nhà trú tạm I)       | Di tích | Vall de Laguart |        | RI-51-0009756       | 09-06-1997           | Upload image |
| Barranc Infern (Conj 6 Nhà trú tạm II)     | Di tích | Vall de Laguart |        | RI-51-0009757       | 09-06-1997           | Upload image |
| Racó Cova Dels Llidoners                   | Di tích | Vall de Laguart |        | RI-51-0009758       | 09-06-1997           | Upload image |

#### Valle de Alcalá
| Tên                      | Dạng    | Địa điểm                            | Tọa độ | Số hồ sơ tham khảo? | Ngày nhận danh hiệu? | Hình ảnh     |
| ------------------------ | ------- | ----------------------------------- | ------ | ------------------- | -------------------- | ------------ |
| Nhà trú tạm Racó Condoig | Di tích | Valle de Alcalá Alcalá de la Jovada |        | RI-51-0009801       | 09-06-1997           | Upload image |

#### Vall de Ebo
| Tên                        | Dạng    | Địa điểm     | Tọa độ | Số hồ sơ tham khảo? | Ngày nhận danh hiệu? | Hình ảnh     |
| -------------------------- | ------- | ------------ | ------ | ------------------- | -------------------- | ------------ |
| Nhà trú tạm Les Torrudanes | Di tích | Valle de Ebo |        | RI-51-0009802       | 09-06-1997           | Upload image |
| Hang Reinos                | Di tích | Valle de Ebo |        | RI-51-0009803       | 09-06-1997           | Upload image |
| Cueva Fosca                | Di tích | Valle de Ebo |        | RI-51-0009804       | 09-06-1997           | Upload image |

#### Vergel(El Verger)
| Tên                               | Dạng                        | Địa điểm | Tọa độ                                        | Số hồ sơ tham khảo? | Ngày nhận danh hiệu? | Hình ảnh                                                 |
| --------------------------------- | --------------------------- | -------- | --------------------------------------------- | ------------------- | -------------------- | -------------------------------------------------------- |
| Tháp Cung điện Duque Medinaceli   | Di tích Kiến trúc phòng thủ | Vergel   | 38°50′34″B 0°00′36″Đ / 38,842791°B 0,010116°Đ | RI-51-0009288       | 26-08-1996           | Torre del Palacio del Duque de Medinaceli · Upload image |
| Tháp Blanc Morell Tháp Cremadella | Di tích Kiến trúc phòng thủ | Vergel   |                                               | RI-51-0009287       | 26-08-1996           | Torre del Blanc de Morell · Upload image                 |

#### Villajoyosa(La Vila Joiosa)
| Tên                             | Dạng                                                          | Địa điểm                     | Tọa độ                                        | Số hồ sơ tham khảo? | Ngày nhận danh hiệu? | Hình ảnh                                         |
| ------------------------------- | ------------------------------------------------------------- | ---------------------------- | --------------------------------------------- | ------------------- | -------------------- | ------------------------------------------------ |
| Nhà thờ Parroquial Asunción     | Di tích Kiến trúc tôn giáo Thời gian: Thế kỷ 16 đến Thế kỷ 18 | Villajoyosa                  | 38°30′20″B 0°13′57″T / 38,505417°B 0,232556°T | RI-51-0011169       | 25-06-1985           | Iglesia Parroquial de la Asunción · Upload image |
| Tường thành Villajoyosa         | Di tích Kiến trúc phòng thủ                                   | Villajoyosa Casco antiguo    | 38°30′18″B 0°13′54″T / 38,505083°B 0,23175°T  | RI-51-0011168       | 25-06-1985           | Murallas de Villajoyosa · Upload image           |
| Tháp Dalt (Tháp Era Soler)      | Di tích                                                       | Villajoyosa                  | 38°31′33″B 0°14′41″T / 38,52575°B 0,244611°T  | RI-51-0009295       | 26-08-1996           | Upload image                                     |
| Tháp Sant Josep (Tháp San José) | Di tích Tháp funeraria romana                                 | Villajoyosa                  | 38°31′00″B 0°11′53″T / 38,516601°B 0,198073°T | RI-51-0006819       | 26-01-1990           | Torre de Hercules · Upload image                 |
| Tháp Cruz                       | Di tích                                                       | Villajoyosa                  | 38°31′22″B 0°14′40″T / 38,522778°B 0,244444°T | RI-51-0009290       | 26-08-1996           | Upload image                                     |
| Tháp Aguiló                     | Di tích Kiến trúc phòng thủ Thời gian: Thế kỷ 16              | Villajoyosa                  | 38°31′10″B 0°10′18″T / 38,519444°B 0,171667°T | RI-51-0009289       | 26-08-1996           | Torre del Aguiló · Upload image                  |
| Tháp Baix (Tháp Xauxelles)      | Di tích                                                       | Villajoyosa                  | 38°31′22″B 0°14′38″T / 38,52275°B 0,244°T     | RI-51-0009291       | 26-08-1996           | Upload image                                     |
| Tháp Charco (Tháp Xarco)        | Di tích Kiến trúc phòng thủ                                   | Villajoyosa Playa del Crarco | 38°29′18″B 0°16′57″T / 38,488389°B 0,282389°T | RI-51-0009293       | 26-08-1996           | Upload image                                     |
| Tháp Torreta                    | Di tích                                                       | Villajoyosa                  | 38°31′01″B 0°14′00″T / 38,516861°B 0,233389°T | RI-51-0009294       | 26-08-1996           | Upload image                                     |
| Tháp Simeón                     | Di tích Kiến trúc phòng thủ                                   | Villajoyosa                  | 38°30′49″B 0°12′45″T / 38,513528°B 0,212417°T | RI-51-0009292       | 26-08-1996           | Upload image                                     |
| Quần thể histórico Villajoyosa  | Khu phức hợp lịch sử                                          | Villajoyosa                  | 38°30′17″B 0°13′57″T / 38,504817°B 0,23248°T  | RI-53-0000586       | 28-11-2003           | Villajoyosa · Upload image                       |

#### Villena
| Tên                                      | Dạng                 | Địa điểm | Tọa độ | Số hồ sơ tham khảo? | Ngày nhận danh hiệu? | Hình ảnh                                                                                         |
| ---------------------------------------- | -------------------- | -------- | ------ | ------------------- | -------------------- | ------------------------------------------------------------------------------------------------ |
| Khu vực Khảo cổ "Cabezo Redondo" Villena | Khu khảo cổ          | Villena  |        | RI-55-0000077       | 21-03-1968           | Yacimiento Arqueológico "Cabezo Redondo" de Villena · Upload image                               |
| Lâu đài Salvatierra (Villena)            | Di tích              | Villena  |        | RI-51-0011125       | 25-06-1985           | Castillo de Salvatierra (Villena) · Upload image                                                 |
| Mộ Nuestra Señora Virtudes               | Di tích              | Villena  |        | RI-51-0012188       | 28-09-1976           | Santuario de Nuestra Señora de las Virtudes Monasterio de las Virtudes · Upload image            |
| Lâu đài Villena                          | Di tích              | Villena  |        | RI-51-0000366       | 03-06-1931           | Castillo de Villena DON JUAN MANUEL, INFANTE. · Upload image                                     |
| Nhà thờ Santiago (Villena)               | Di tích              | Villena  |        | RI-51-0000367       | 03-06-1931           | Iglesia de Santiago (Villena) · Upload image                                                     |
| Casco antiguo Villena                    | Khu phức hợp lịch sử | Villena  |        | RI-53-0000093       | 21-03-1968           | Conjunto Histórico Artístico del Casco Antiguo de la Ciudad de Villena (Alicante) · Upload image |

### X

#### Xaló
| Tên          | Dạng    | Địa điểm | Tọa độ | Số hồ sơ tham khảo? | Ngày nhận danh hiệu? | Hình ảnh     |
| ------------ | ------- | -------- | ------ | ------------------- | -------------------- | ------------ |
| Cova Malsano | Di tích | Xaló     |        | RI-51-0009759       | 09-06-1997           | Upload image |